# Stensele
Stensele  (südsamisch: Gierkiesovvene, umesamisch: Geärggiesuvvane) ist ein Ort (tätort) der Gemeinde Storuman in der schwedischen Provinz Västerbottens län und der historischen Provinz Lappland.
Stensele liegt nur etwa drei Kilometer südlich des Hauptortes der Gemeinde, Storuman, entfernt. Der Ort besitzt eine eigene Kirche, zu der auch weiter entfernte Kirchgemeinden, wie zum Beispiel der Ort Gunnarn gehören. Durch Stensele führt die Europastraße 12 und die Bahnstrecke Hällnäs–Storuman.
Die im Jahr 1886 eröffnete Kirche von Stensele gilt als Schwedens größte Holzkirche. Sie bietet Platz für 2000 Besucher, wobei des Brandschutzes wegen die Anzahl der Besucher heute auf 800 begrenzt wird.

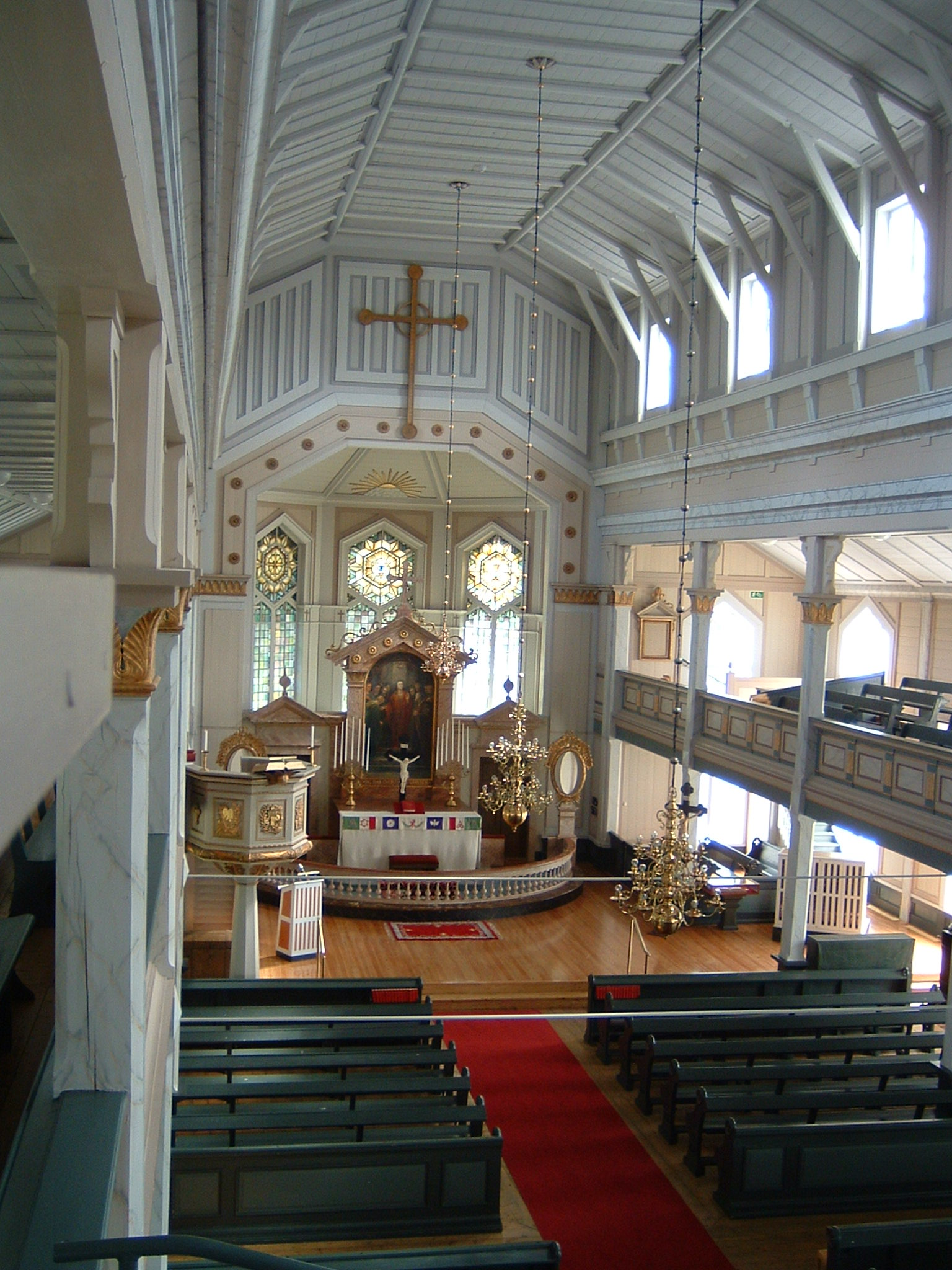
Innenansicht
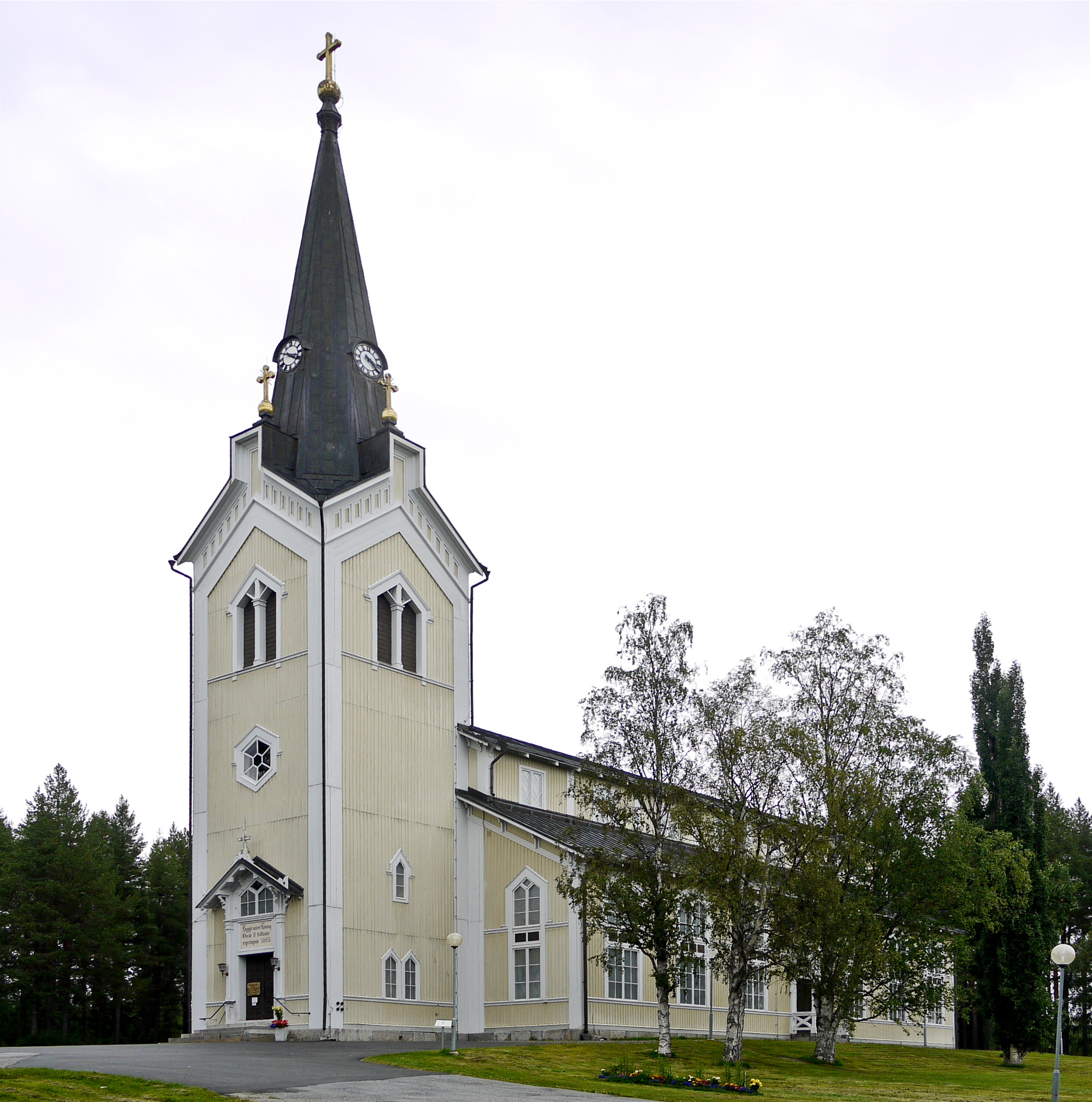
Kirche

## Söhne und Töchter der Gemeinde
- Karl Gustav Abramsson (* 1947), Politiker
- Björn Ferry (* 1978), Biathlet
- Barbro Holmberg (* 1952), Politikerin
- Emanuel Holmner (1872–1943), Politiker
- Tage Lundin (1933–2019), Biathlet